# Великий Верх
Вели́кий Верх — вершина в Українських Карпатах, у масиві Полонина Боржава. Розташована на межі Мукачівського та Хустського районів Закарпатської області, на південний схід від смт Воловець.
Висота гори 1598 м. З вершини видно весь хребет Полонина Боржава, який простягається величезною дугою з південного сходу на північний захід. На півночі від вершини розташоване село Гукливий, а на північному сході Подобовець та Пилипець. Також на схід від вершини знаходиться водоспад Шипіт. На вершині Великого Верху встановлено тригонометричний пункт геодезичної мережі.
Найлегше добратися на вершину із Пилипця використавши крісельний підйомник який веде на гору Ґемба і далі пішки по хребту до Великого Верху.

## Галерея

### Вид на гору

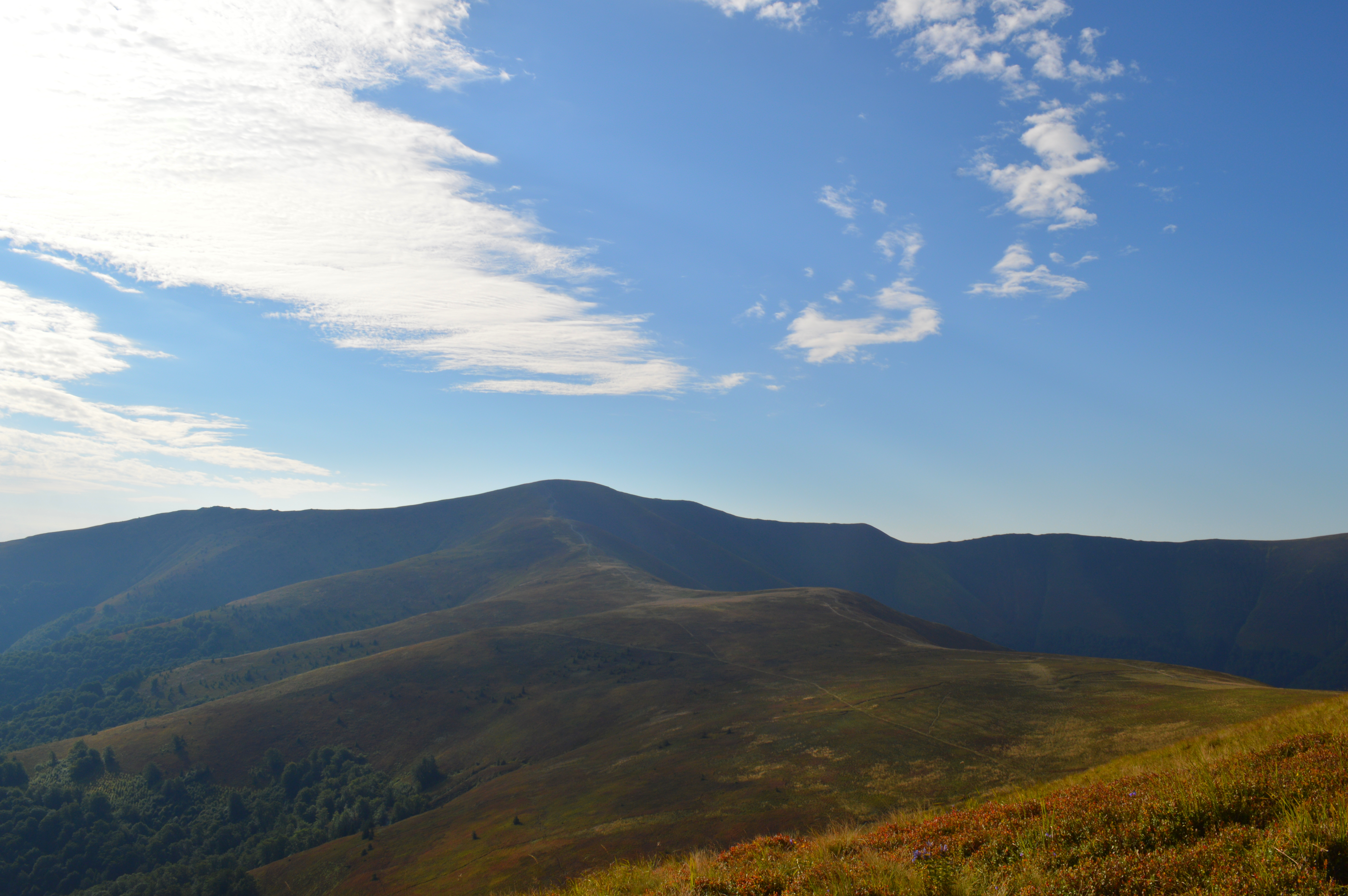
Вид на гору Великий Верх з метеостанції.
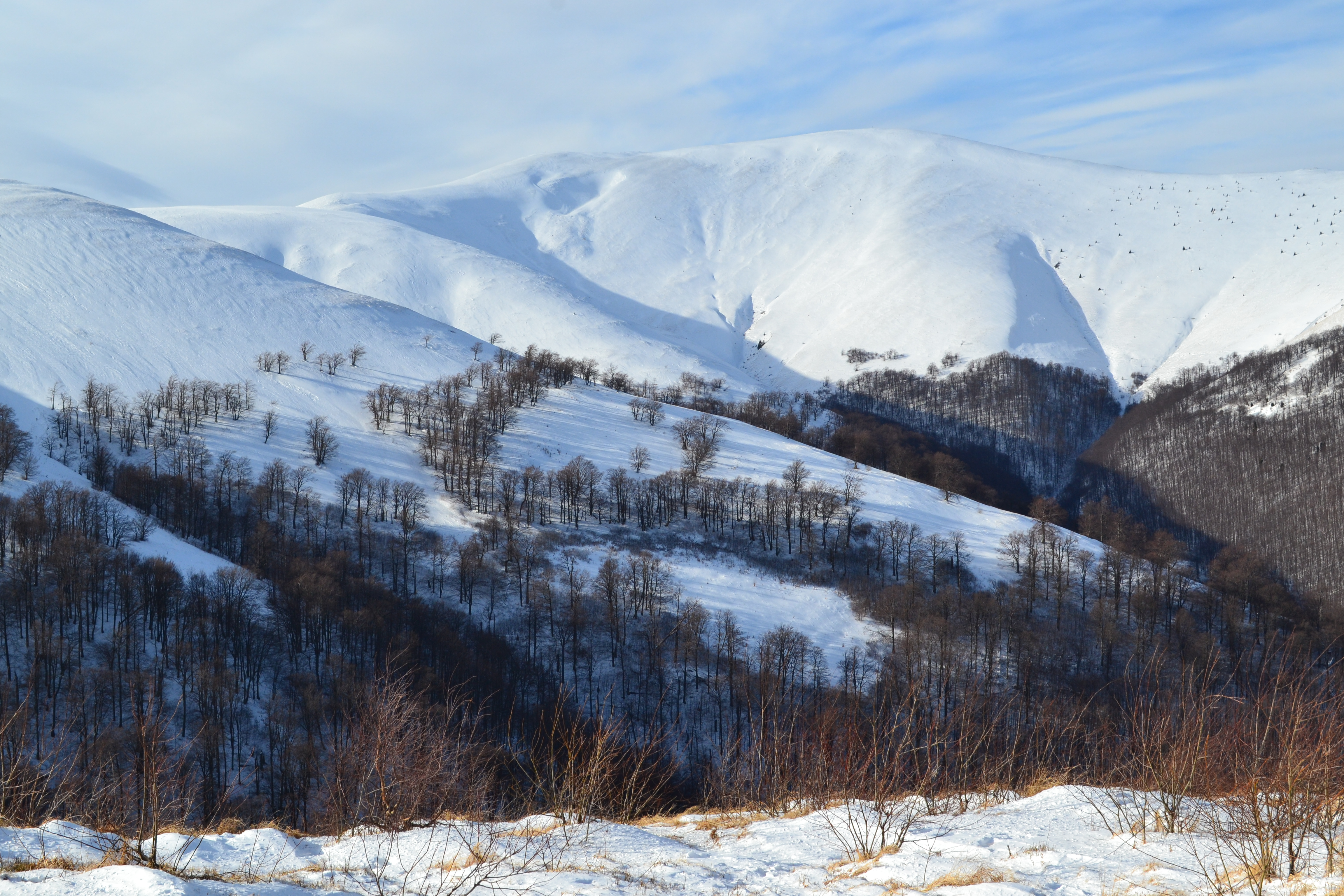
Великий Верх зимою.
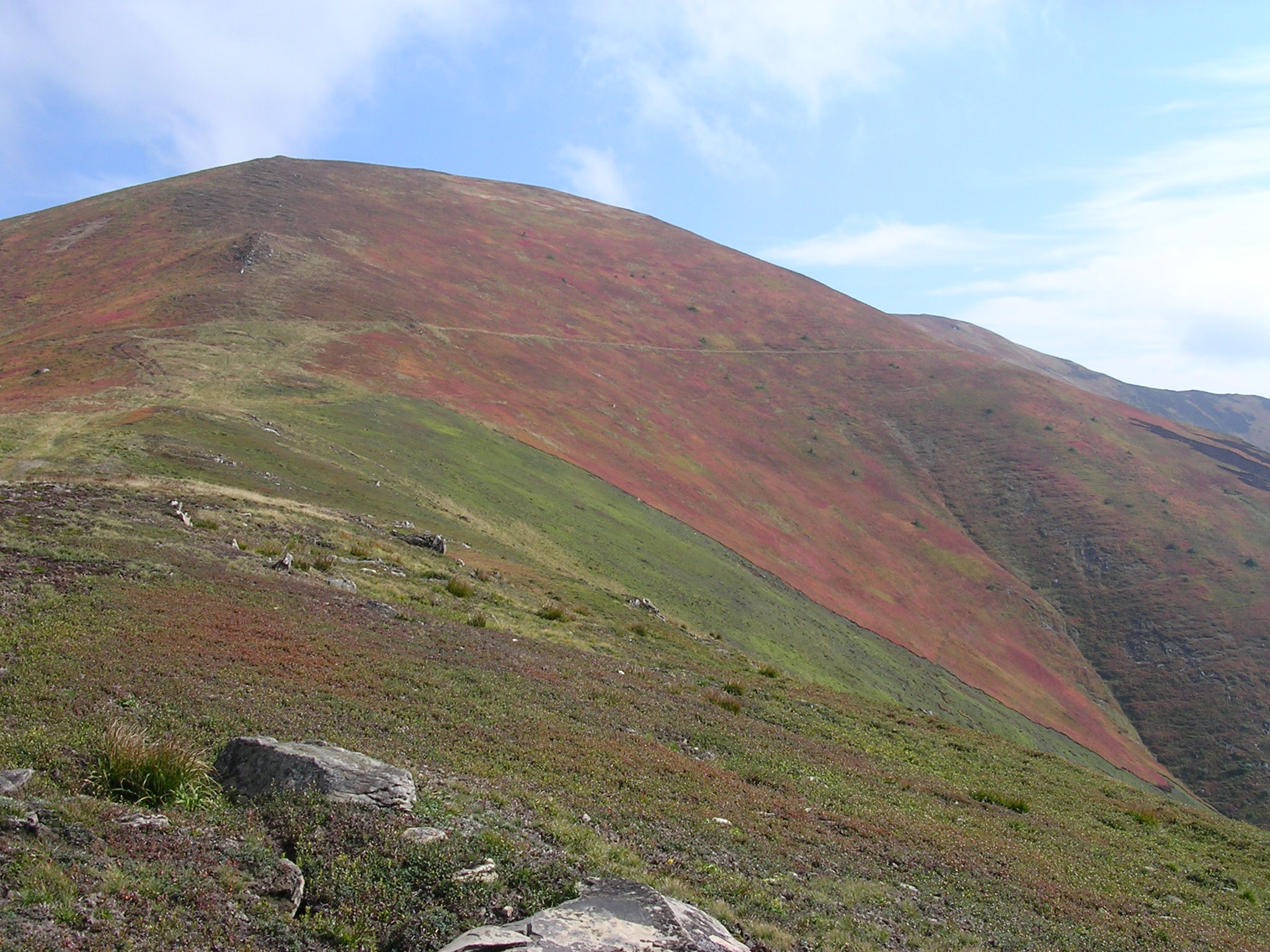
Великий Верх восени.

### Вид з гори

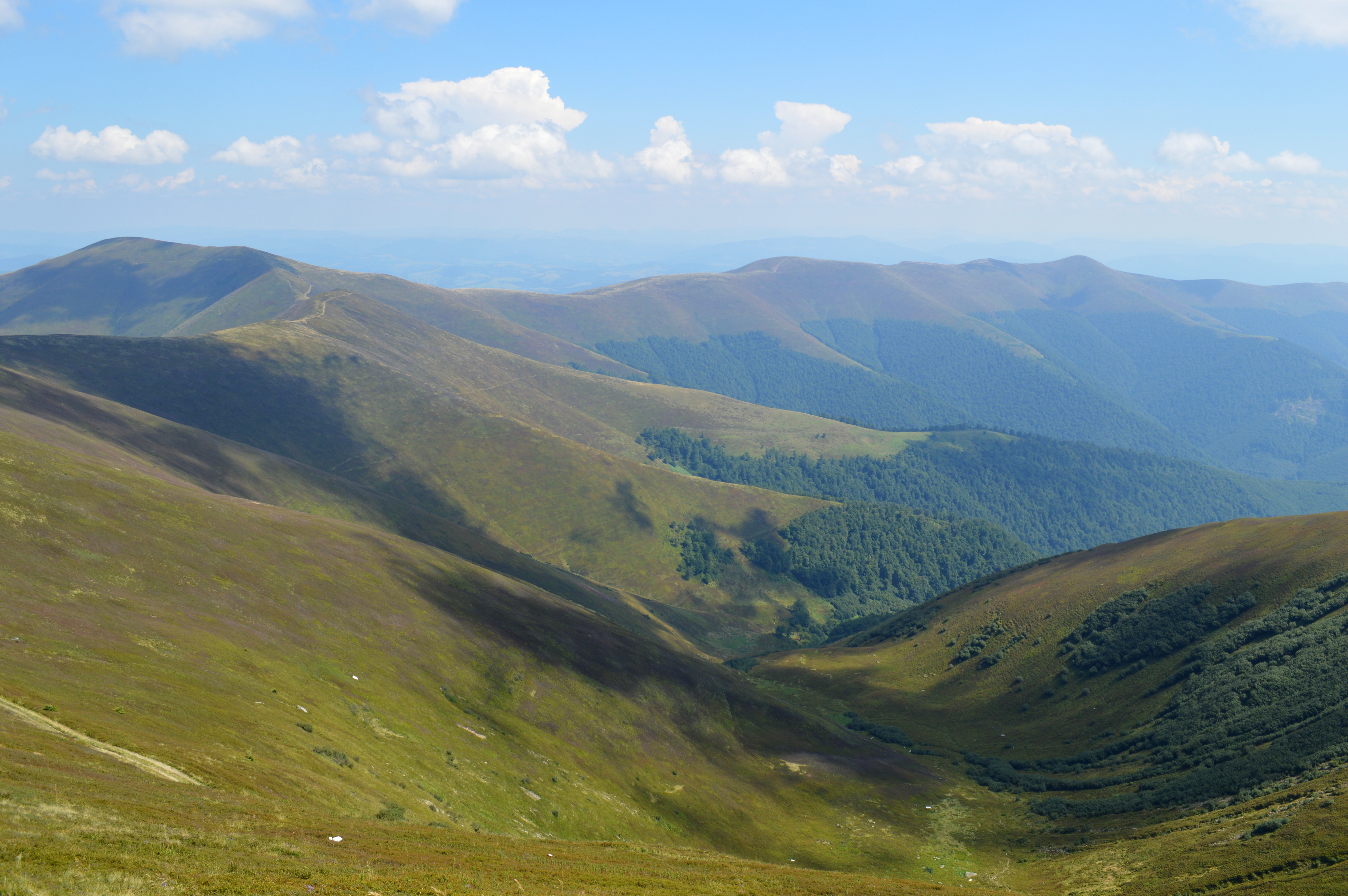
Вид на підніжжя гори Великий Верх.
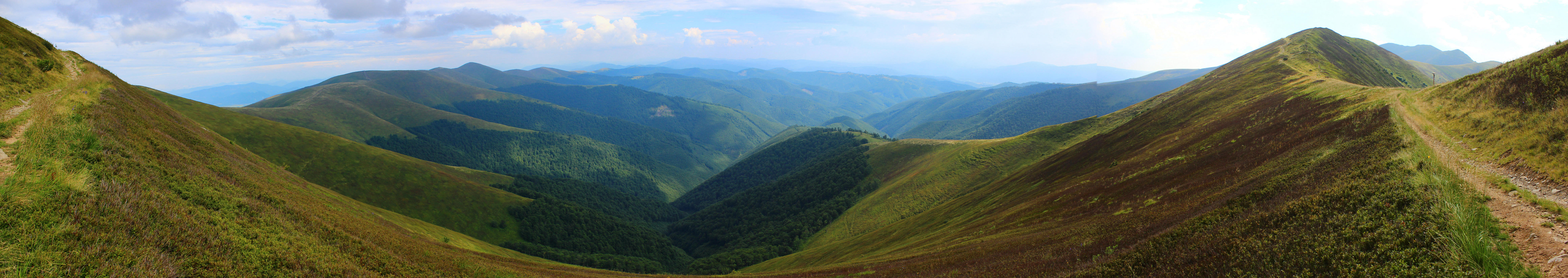
Панорама з гори
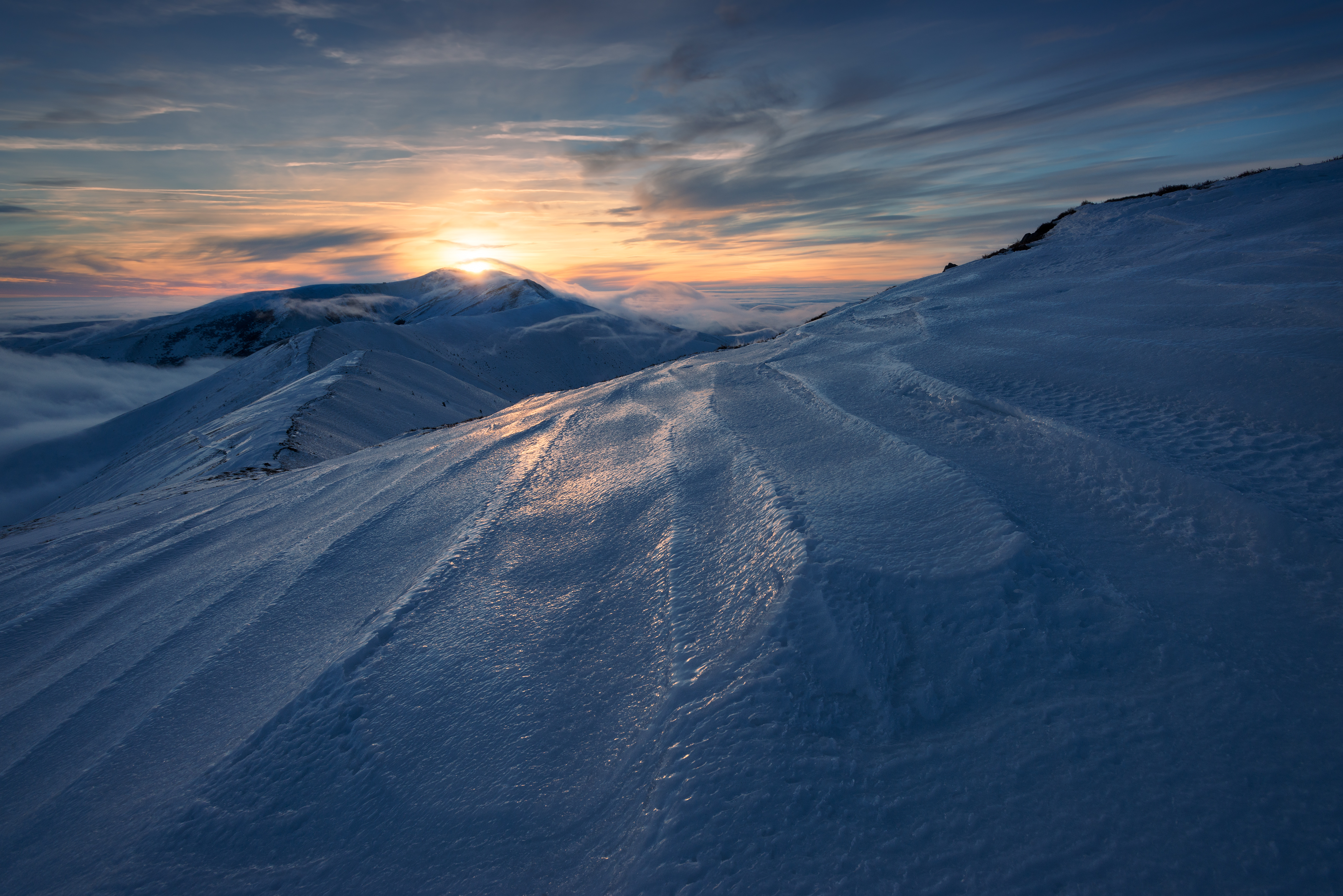
Зимові краєвиди зі схилів гори
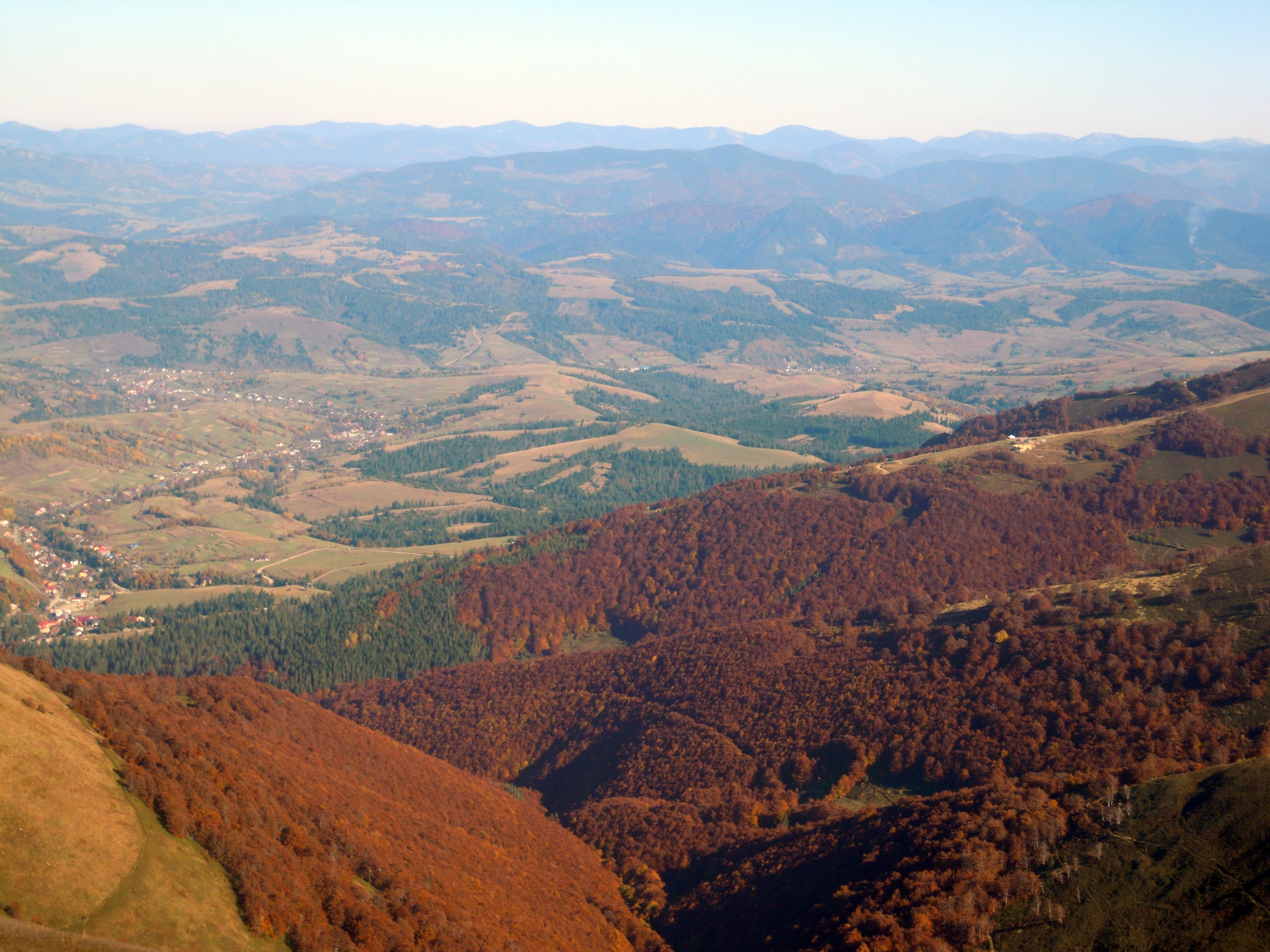
Вид з гори на Пилипець
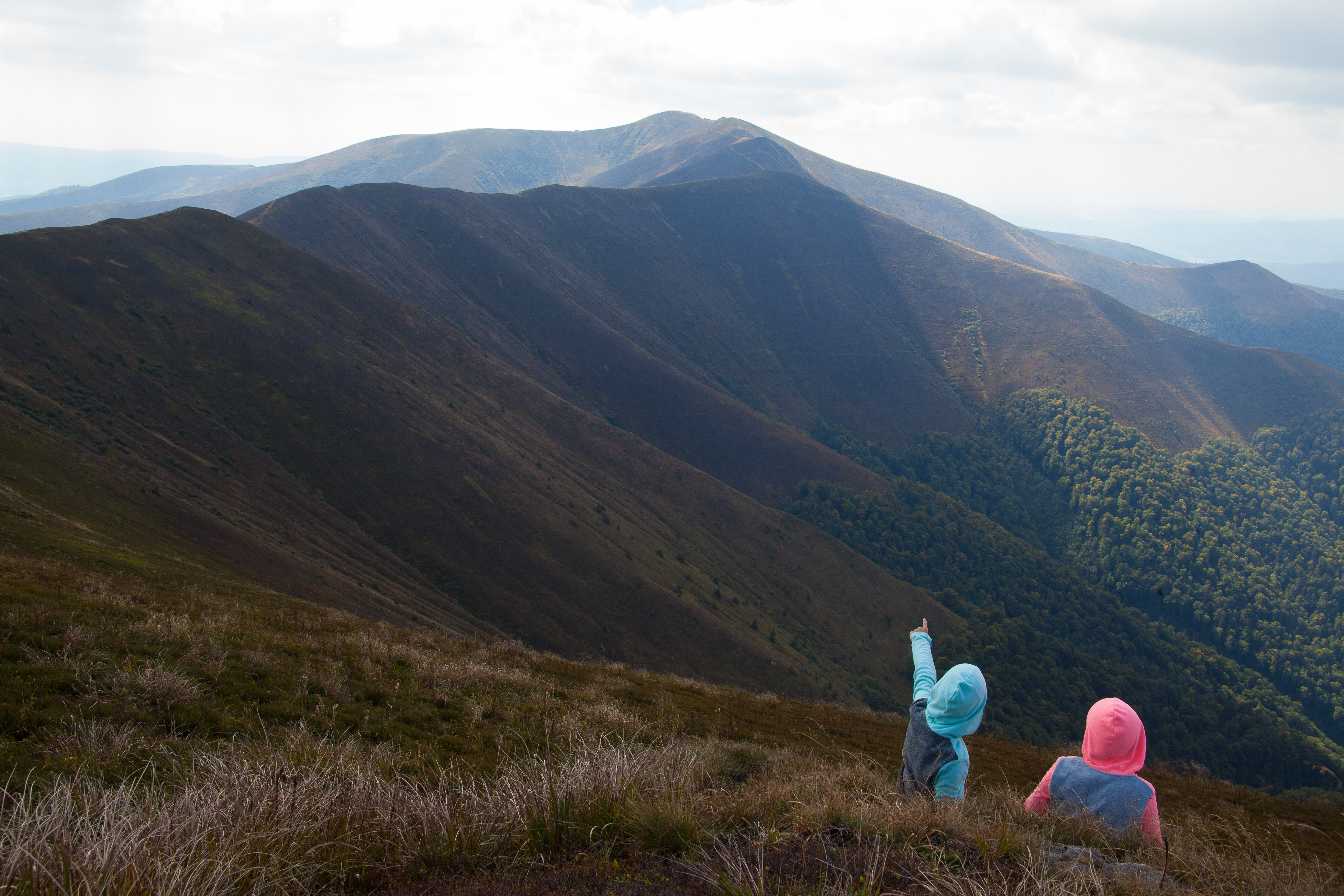
Вид з гори Великий Верх на гору Стій